# Целлулоид

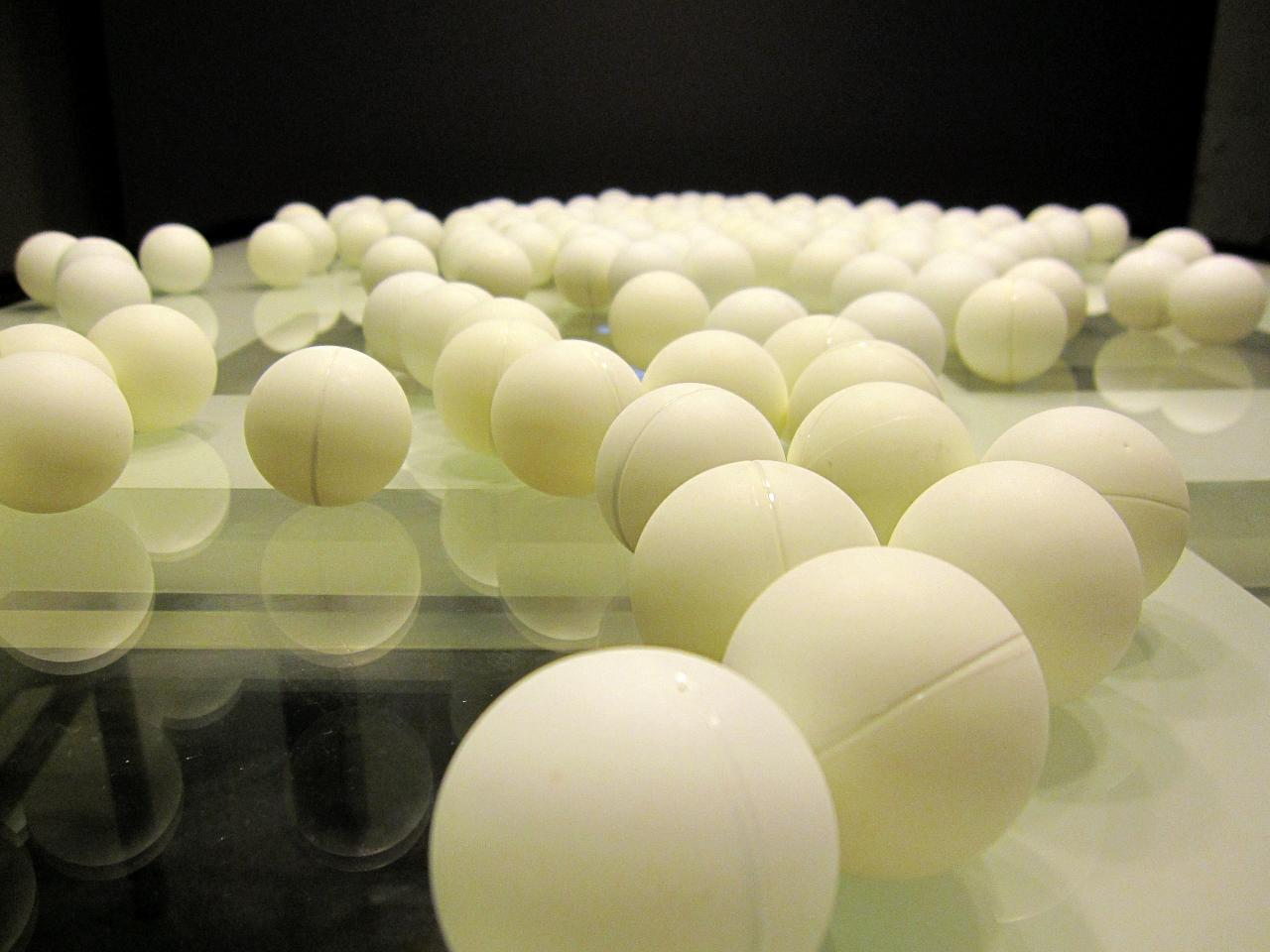
Мячи для настольного тенниса

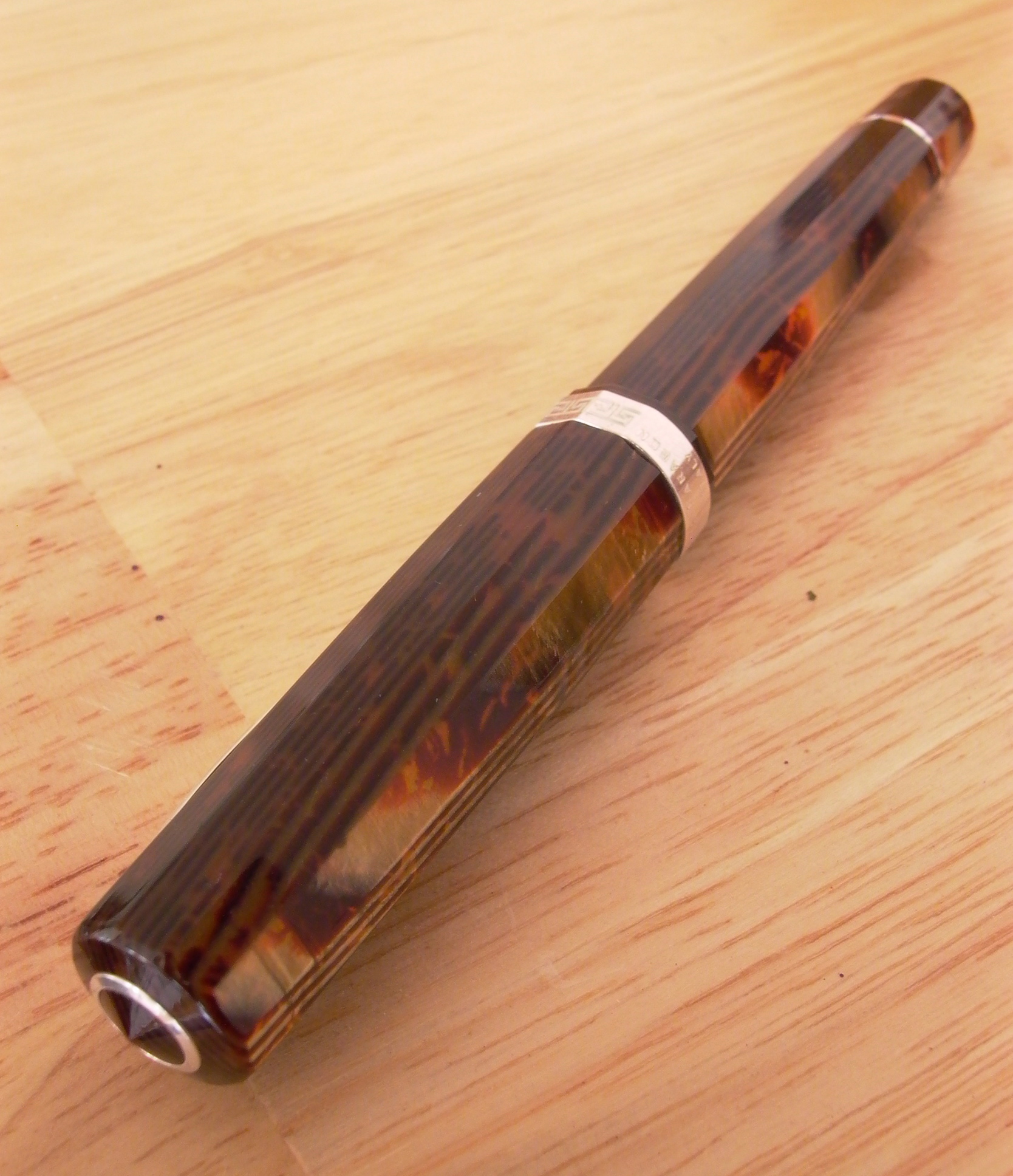
Ручка из целлулоида и стерлинга

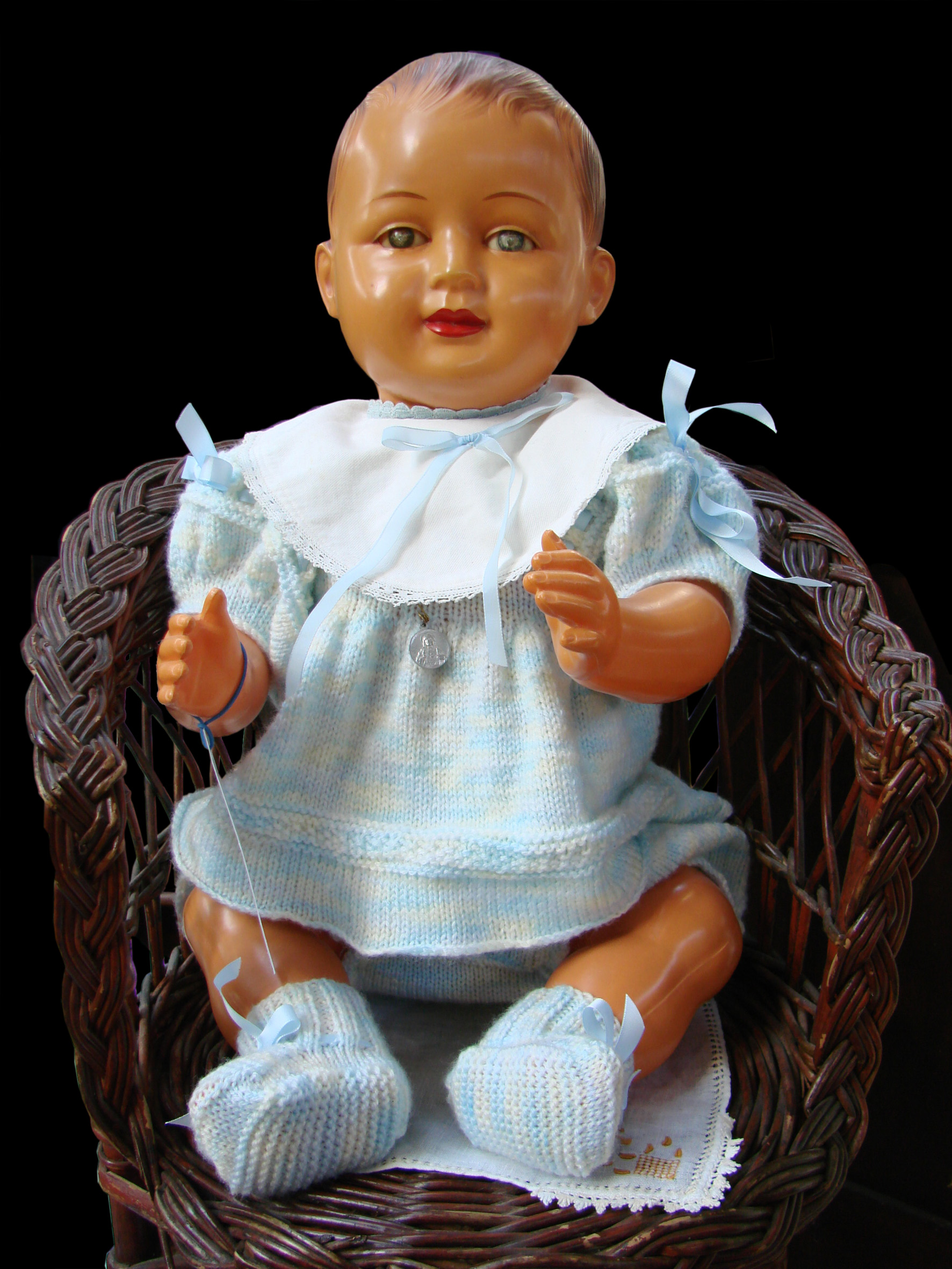
Целлулоидная кукла

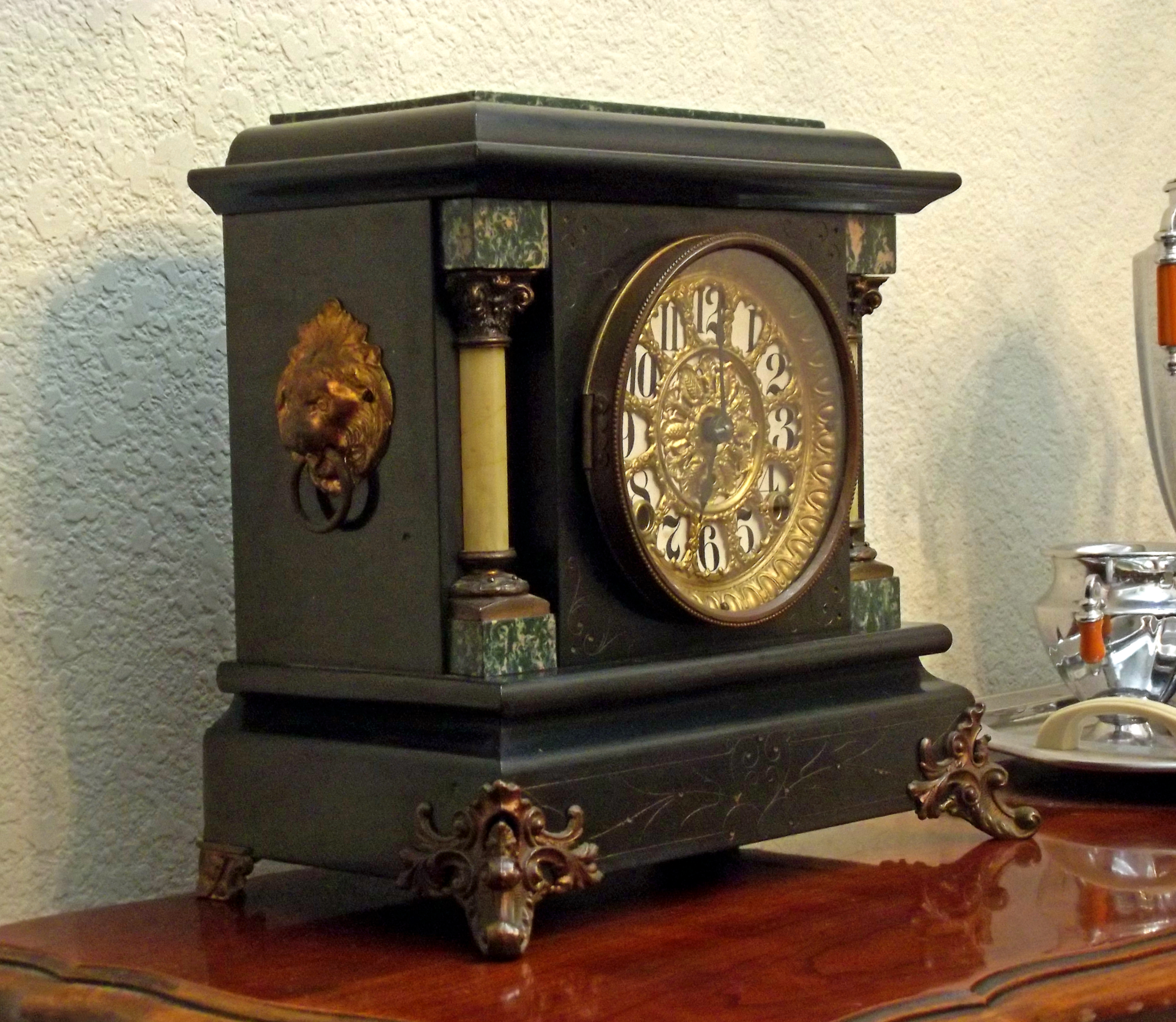
Черные каминные часы Seth Thomas, типичный американский стиль конца XIX века. «Серпентин» и «камень» из столбов сделаны из целлулоида, приклеенного к дереву

Целлуло́ид (от целлюлоза, фр. cellulose от лат. cellula «клетка») — пластмасса на основе нитрата целлюлозы (коллоксилина), содержащая пластификатор (дибутилфталат, касторовое или вазелиновое масло, синтетическая камфора) и краситель.
Целлулоид вырабатывают горячим штампованием, прессованием, механической обработкой. Применялся для изготовления кино- и фотоплёнки, планшетов, линеек, корпусов музыкальных инструментов — гармоник, медиаторов, различных галантерейных товаров, игрушек и др. Долгое время служил материалом для изготовления мячей для настольного тенниса, однако в 2014 году от целлулоида отказались по причинам безопасности. Существенный недостаток целлулоида — высокая горючесть, пожароопасность, вследствие чего использование его в промышленности значительно сокращено. Ближайшими аналогами целлулоида являются пластмассы на основе ацетилцеллюлозы, при этом ацетилцеллюлоза обладает существенно меньшей пожароопасностью.
По ГОСТ 21228-85 целлулоид представляет собой материал на основе нитроцеллюлозы с наполнителем (камфора). Выпускается в виде листов, полированных с одной или двух сторон, прозрачный окрашенный и неокрашенный, белый, узорчатый, под перламутр, бронзу и др.

## История открытия
В 1855 году британский металлург Александр Паркс (англ. Alexander Parkes) открыл новое вещество на основе нитроцеллюлозы, растворённой в этаноле. Для массового производства нового вещества, которому Паркс дал название «паркезин» (Parkesine), в 1866 году им была основана Parkesine Company. Через два года компания прекратила выпуск продукции в связи с её низким качеством, вызванным стремлением Паркса к снижению затрат.
Твёрдая смесь нитроцеллюлозы и камфоры была создана Джоном Уэсли Хайаттом и зарегистрирована под торговой маркой Celluloid в 1870 году.